# Betacoronavirus
I Betacoronavirus (β-CoV) sono il secondo di quattro generi: alfa, beta, gamma e delta, della sottofamiglia Orthocoronavirinae nella famiglia dei Coronaviridae, dell'ordine Nidovirales.

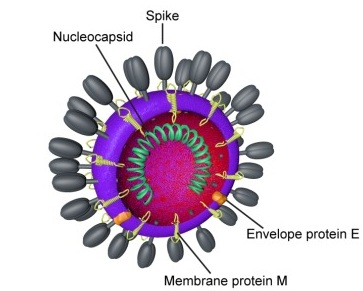
Struttura di un coronavirus

Possiedono il pericapside e sono virus a RNA a singolo filamento positivo, di origine zoonotica. I coronavirus infettano sia gli animali che l'uomo.

## Classificazione
All'interno del genere Betacoronavirus, sono comunemente riconosciuti quattro sottogeneri, denominati usando lettere dell'alfabeto, o lettere greche o anche numericamente:
- A (sottogenere Embecovirus)
- B (sottogenere Sarbecovirus)
- C (sottogenere Merbecovirus)
- D (sottogenere Nobecovirus)

Un altro sottogenere è Hibecovirus.
Tra i CoV umani, il 229E e l'NL63 sono nel sottogruppo alfa, mentre nel sottogruppo beta vi sono l'OC43, l'HKU1, il SARS-CoV, il MERS-CoV e il SARS-CoV-2; questi ultimi sono noti per essere causa di gravi epidemie di polmonite, con tassi di letalità variabili. Il SARS-CoV appartiene al ceppo 2B, mentre il MERS-CoV è il primo betacoronavirus appartenente al ceppo C capace di infettare gli esseri umani.
Sia il beta-coronavirus che l'alfa-coronavirus discendono da un pool genetico di pipistrelli.

## Tassonomia
Virus:
- ssRNA virus
  - Gruppo IV - virus a RNA a singolo filamento positivo
    - Ordine: Nidovirales
      - Famiglia: Coronaviridae
        - Sottofamiglia: Coronavirinae
          - Genere: Betacoronavirus[7]
            - Sottogenere: Embecovirus; Hibecovirus; Merbecovirus; Nobecovirus; Sarbecovirus
              - Specie: Coronavirus umano HKU1, Betacoronavirus-1, Coronavirus murino, Pipistrellus pipistrello coronavirus HKU5, Rousettus pipistrello coronavirus HKU9, Tylonycteris pipistrello coronavirus HKU4, MERS-CoV, SARS-related coronavirus.
                - Sottospecie: Coronavirus umano OC43, SARS-CoV, SARS-CoV-2.